# José Santos Zelaya
José Santos Zelaya (ur. 1 listopada 1853 w Managui, zm. 17 maja 1919 w Nowym Jorku) – generał i prezydent Nikaragui, podjął próbę podporządkowania sobie krajów Ameryki Środkowej.

## Życiorys
Urodził się w zamożnej rodzinie plantatorów kawy. Ukończył szkołę w Granadzie, następnie kontynuował edukację we Francji. Po powrocie do Nikaragui w 1876 roku rozpoczął aktywną działalność polityczną, występując przeciwko rządzącym krajem konserwatystom. Na początku lat dziewięćdziesiątych XIX wieku w łonie Partii Konserwatywnej zaczęły nasilać się konflikty wewnętrzne, doprowadzając do upadku rządu Roberto Sacasy. W rezultacie konserwatyści stracili władzę i w lipcu 1893 roku Zelaya objął urząd prezydenta. Nowy prezydent przystąpił do realizacji ambitnego planu robót publicznych, budowy nowych szkół i podniesienia wynagrodzenia nauczycieli. Podjęto prace nad rozbudową sieci dróg i połączeń kolejowych. Wiele uwagi poświęcił Zelaya poprawie sytuacji rolnictwa i rozbudowie Managui.
W swoich działaniach politycznych Zelaya nie krępował się zbytnio regułami demokracji. Za pomocą fałszerstw i nadużyć zapewniał sobie regularne zwycięstwa w kolejnych wyborach prezydenckich. Od zagranicznych przedsiębiorców bez skrępowania pobierał łapówki w zamian za przyznawanie im różnych koncesji i przywilejów. Na arenie międzynarodowej podjął próbę podporządkowania innych krajów Ameryki Środkowej. W 1906 roku odmówił wzięcia udziału w konferencji państw środkowoamerykańskich w San José i rozpoczął działania wojenne przeciwko Hondurasowi. Jego wojska zajęły stolicę Hondurasu Tegucigalpę i obaliły rząd tego kraju. Następnie Zelaya skierował się przeciwko Salwadorowi, próbując wywołać w tym kraju rewolucję. Posunięcia te doprowadziły do interwencji Stanów Zjednoczonych, które w 1907 roku zwołały w Waszyngtonie kolejną konferencję państw Ameryko Środkowej, która podjęła rezolucję nakazującą zakończenie wszelkich sporów. Zelaya jednak złamał to porozumienie. Wówczas władze amerykańskie postanowiły poprzeć w Nikaragui konserwatystów i doprowadzić do jego obalenia. W 1909 roku po rozstrzelaniu przez władze nikaraguańskie dwóch amerykańskich najemników, Stany Zjednoczone zerwały stosunki dyplomatyczne z Nikaraguą. W grudniu 1909 roku wsparta przez Stany Zjednoczone koalicja państw środkowoamerykańskich zmusiła Zelayę do ustąpienia ze stanowiska. Były prezydent wyjechał z Nikaragui. Początkowo schronił się w Meksyku, potem zamieszkał w Nowym Jorku.